# La Farinera (Castellnou de Seana)
La Farinera és un monument al municipi de Castellnou de Seana (Pla d'Urgell) inclòs en l'Inventari del Patrimoni Arquitectònic de Catalunya. El molí de farina de Castellnou, construït cap a 1850 va deixar de funcionar després de la Guerra Civil. Ara, convertit en habitatges, sols queda el record del que va ésser: les pedres i la xemeneia conservades ens donen testimoni de la importància que el molí va tenor dins tota la rodalia, car tots els pobles veïns anaven a moldre el blat. L'edifici ha estat restaurat tot guardant la seva fisonomia original.
L'antic molí de farina de Castellnou de Seana consta d'un senzill cobert a dues aigües. Té l'estructura típica de les cases del pla: una planta baixa, un nivell superior i la golfa. En els tres nivells s'obren diferents finestres així com una porta emmarcada amb totxana; aquesta no se situa al bell mig de l'edifici sinó a un costat. A la part del darrere, un cos més petit s'adossa al central (en ell es pot observar una xemeneia que formava part de l'antic molí). A la part exterior hi resten les cinc pedres de molí i rodet totalment abandonades.